# Sobarocephala uncinata
Sobarocephala uncinata är en tvåvingeart som beskrevs av Masahiro Sueyoshi 2006. Sobarocephala uncinata ingår i släktet Sobarocephala och familjen träflugor. Inga underarter finns listade i Catalogue of Life.